# Galathea
Galathea – rodzaj skorupiaków z rodziny Galatheidae. Gatunki z tego rodzaju są w języku polskim określane nazwą racznica lub łuszczyn. Poławiane w celach konsumpcyjnych, zwłaszcza w Chile. Osiągają długość kilku do kilkunastu centymetrów. 

## Występowanie
Zamieszkują morza klimatów umiarkowanego, subtropikalnego oraz tropikalnego. 

## Gatunki
Należą tu gatunki:

- Galathea acerata Macpherson et Robainas-Barcia, 2015
- Galathea acis Macpherson et Robainas-Barcia, 2015
- Galathea aegyptiaca Paul'son, 1875
- Galathea aequata Macpherson et Robainas-Barcia, 2015
- Galathea ahyongi Macpherson et Robainas-Barcia, 2015
- Galathea albatrossae Baba, 1988
- Galathea algae Baba, 1969
- Galathea amamiensis Miyake et Baba, 1966
- Galathea amboinensis de Man, 1888
- Galathea anepipoda Baba, 1990
- Galathea anoplos Macpherson et Robainas-Barcia, 2015
- Galathea anouchkae Macpherson et Robainas-Barcia, 2015
- Galathea argus Macpherson et Robainas-Barcia, 2015
- Galathea atua Macpherson et Robainas-Barcia, 2015
- Galathea australiensis Stimpson, 1858
- Galathea autahi Macpherson et Robainas-Barcia, 2015
- Galathea babai Dong et Li, 2010
- Galathea balssi Miyake et Baba, 1964
- Galathea barbata Macpherson et Robainas-Barcia, 2015
- Galathea barbellata Macpherson, 2012
- Galathea bengala Tirmizi et Javed, 1993
- Galathea bidens Baba, 1988
- Galathea bimaculata Miyake et Baba, 1966
- Galathea boisselierae Macpherson et Robainas-Barcia, 2015
- Galathea bolivari Zariquiey Álvarez, 1950
- Galathea boninensis Miyake et Baba, 1965
- Galathea boucheti Macpherson et Robainas-Barcia, 2015
- Galathea bracteosa Macpherson et Robainas-Barcia, 2015
- Galathea brevimana Paul'son, 1875
- Galathea caesariata Macpherson et Robainas-Barcia, 2015
- Galathea capillata Miyake et Baba, 1970
- Galathea celiae Macpherson et Robainas-Barcia, 2015
- Galathea cenarroi Zariquiey Álvarez, 1968
- Galathea cephyra Macpherson et Robainas-Barcia, 2015
- Galathea ceti Macpherson et Robainas-Barcia, 2015
- Galathea chura Osawa et Higashiji, 2012
- Galathea ciliosa Macpherson et Robainas-Barcia, 2015
- Galathea clarki Macpherson et Robainas-Barcia, 2015
- Galathea connudata Macpherson et Robainas-Barcia, 2015
- Galathea consobrina de Man, 1902
- Galathea continua Baba et Fujita, 2008
- Galathea corallicola Haswell, 1882
- Galathea coralliophilus Baba et Oh, 1990
- Galathea corbariae Macpherson et Robainas-Barcia, 2015
- Galathea crinita Macpherson et Robainas-Barcia, 2015
- Galathea cymbulaerostris Tirmizi, 1966
- Galathea cymo Macpherson et Robainas-Barcia, 2015
- Galathea cymothoe Macpherson et Robainas-Barcia, 2015
- Galathea denticulata Macpherson et Cleva, 2010
- Galathea dispersa Bate, 1859
- Galathea echinata Macpherson, 2012
- Galathea eione Macpherson et Robainas-Barcia, 2015
- Galathea eridani Macpherson et Robainas-Barcia, 2015
- Galathea erythrina Macpherson et Robainas-Barcia, 2015
- Galathea eucrante Macpherson et Robainas-Barcia, 2015
- Galathea eulimene Macpherson et Robainas-Barcia, 2015
- Galathea eupompe Macpherson et Robainas-Barcia, 2015
- Galathea faiali Nunes-Ruivo, 1961
- Galathea formosa de Man, 1902
- Galathea furfurea Macpherson et Robainas-Barcia, 2015
- Galathea galene Macpherson et Robainas-Barcia, 2015
- Galathea ganindo Macpherson et Robainas-Barcia, 2015
- Galathea gardineri Laurie, 1926
- Galathea genkai Miyake et Baba, 1964
- Galathea gladiola Macpherson et Robainas-Barcia, 2015
- Galathea gnoma Macpherson et Robainas-Barcia, 2015
- Galathea gruis Macpherson et Robainas-Barcia, 2015
- Galathea guttata Osawa, 2004
- Galathea halia Macpherson et Robainas-Barcia, 2015
- Galathea hispida Baba, 2005
- Galathea hispidissima Macpherson et Robainas-Barcia, 2015
- Galathea homologa Macpherson et Robainas-Barcia, 2015
- Galathea hydrae Macpherson et Robainas-Barcia, 2015
- Galathea imitata Macpherson et Robainas-Barcia, 2015
- Galathea inconspicua Henderson, 1885
- Galathea inermis Macpherson et Robainas-Barcia, 2015
- Galathea inflata Potts, 1915
- Galathea intermedia Lilljeborg, 1851
- Galathea keijii Trimizi et Javed, 1993
- Galathea kuboi Miyake et Baba, 1967
- Galathea labidolepta Stimpson, 1858
- Galathea latirostris Dana, 1852
- Galathea lemaitrei Macpherson et Robainas-Barcia, 2015
- Galathea lemniscata Macpherson et Robainas-Barcia, 2015
- Galathea lenis Baba, 1969
- Galathea lepidota Macpherson et Robainas-Barcia, 2015
- Galathea leporis Macpherson et Robainas-Barcia, 2015
- Galathea leptocheir Baba et Fujita, 2008
- Galathea lingadua Macpherson et Robainas-Barcia, 2015
- Galathea longimana Paul'son, 1875
- Galathea longimanoides Johnson, 1970
- Galathea longioculata Macpherson et Robainas-Barcia, 2015
- Galathea lumaria Baba, 2005
- Galathea machadoi Barrois, 1888
- Galathea machaera Macpherson et Robainas-Barcia, 2015
- Galathea machordomae Macpherson et Robainas-Barcia, 2015
- Galathea maculiabdominalis Baba, 1972
- Galathea magnifica Haswell, 1882
- Galathea mariae Macpherson et Robainas-Barcia, 2015
- Galathea mauritiana Bouvier, 1914
- Galathea melobosis Macpherson et Robainas-Barcia, 2015
- Galathea micra Macpherson et Robainas-Barcia, 2015
- Galathea minima Macpherson et Robainas-Barcia, 2015
- Galathea minutiae Macpherson et Robainas-Barcia, 2015
- Galathea multicristata Macpherson et Robainas-Barcia, 2015
- Galathea multilineata Balss, 1913
- Galathea nexa Embleton, 1834
- Galathea nuda Macpherson et Robainas-Barcia, 2015
- Galathea ohshimai Miyake et Baba, 1967
- Galathea omanensis Tirmizi et Javed, 1993
- Galathea orientalis Stimpson, 1858
- Galathea paleroi Macpherson et Robainas-Barcia, 2015
- Galathea parvula Macpherson et Robainas-Barcia, 2015
- Galathea pascualae Macpherson et Robainas-Barcia, 2015
- Galathea patae Osawa, 2006
- Galathea patriciae Macpherson et Robainas-Barcia, 2015
- Galathea paucilineata Benedict, 1902
- Galathea paulae Macpherson et Robainas-Barcia, 2015
- Galathea paulayi Macpherson et Robainas-Barcia, 2015
- Galathea pauxilla Macpherson et Robainas-Barcia, 2015
- Galathea peitho Macpherson et Robainas-Barcia, 2015
- Galathea perone Macpherson et Robainas-Barcia, 2015
- Galathea phalangis Macpherson et Robainas-Barcia, 2015
- Galathea pilosa de Man, 1888
- Galathea platycheles Miyake, 1953
- Galathea ploto Macpherson et Robainas-Barcia, 2015
- Galathea politula Macpherson et Robainas-Barcia, 2015
- Galathea polydora Macpherson et Robainas-Barcia, 2015
- Galathea polyphemus Macpherson et Robainas-Barcia, 2015
- Galathea poupini Macpherson et Robainas-Barcia, 2015
- Galathea profunda Macpherson, 2012
- Galathea providentia Laurie, 1926
- Galathea psila Macpherson et Robainas-Barcia, 2015
- Galathea pubescens Stimpson, 1858
- Galathea pubipes Macpherson et Robainas-Barcia, 2015
- Galathea punctata Macpherson et Robainas-Barcia, 2015
- Galathea quinquespinosa (Balss, 1913)
- Galathea rangi Macpherson et Robainas-Barcia, 2015
- Galathea raventosae Macpherson, 2012
- Galathea rhaphidia Macpherson et Robainas-Barcia, 2015
- Galathea robusta Baba, 1990
- Galathea rostrata A. Milne Edwards, 1880
- Galathea rubrispina Macpherson et Robainas-Barcia, 2015
- Galathea rubromaculata Miyake et Baba, 1967
- Galathea rufipes A. Milne Edwards et Bouvier, 1894
- Galathea ryuguu Osawa, 2015
- Galathea samadiae Macpherson et Robainas-Barcia, 2015
- Galathea sanctae Macpherson, 2012
- Galathea schnabelae Macpherson et Robainas-Barcia, 2015
- Galathea scolopia Macpherson et Robainas-Barcia, 2015
- Galathea senta Macpherson et Robainas-Barcia, 2015
- Galathea sentosa Macpherson et Robainas-Barcia, 2015
- Galathea setigera Macpherson et Robainas-Barcia, 2015
- Galathea simulata Macpherson et Robainas-Barcia, 2015
- Galathea sinensis Dong et Li, 2010
- Galathea spinimanus Borradaile, 1900
- Galathea spinosorostris Dana, 1852
- Galathea squamea Baba, 1979
- Galathea squamifera Leach, 1814
- Galathea strigosa (Linnaeus, 1761)
- Galathea submagnifica Laurie, 1926
- Galathea subsquamata Stimpson, 1858
- Galathea tagaloa Macpherson et Robainas-Barcia, 2015
- Galathea tagaro Macpherson et Robainas-Barcia, 2015
- Galathea tanegashimae Baba, 1969
- Galathea ternatensis de Man, 1902
- Galathea tongi Macpherson et Robainas-Barcia, 2015
- Galathea tribulosa Macpherson et Robainas-Barcia, 2015
- Galathea tropis Baba, 2005
- Galathea venusta Miyake et Baba, 1970
- Galathea villosa Macpherson et Robainas-Barcia, 2015
- Galathea vitiensis Dana, 1852
- Galathea waiora Macpherson et Robainas-Barcia, 2015
- Galathea whiteleggii Grant et McCulloch, 1906
- Galathea wolffi Miyake et Baba, 1970
- Galathea yamashitai Miyake et Baba, 1967